# Ван Ман
Ван Ман (кит.: 王莽; 45 до н. е. — 6 жовтня 23) — перший й останній китайський імператор династії Сінь, який отримав славу як узурпатор престолу династії Хань.

## Життєпис

### Кар'єра
Походив зі впливової родини Ван. Син Ван Маня, хоу Сіньду, та пані Цюй. Завдяки тітці імператриці Ван потрапив до імператорського двору. Водночас виявив себе прихильником конфуціанства.
Імператриця Ван сприяла просуванню Ван Мана службовою драбиною, особливо за час правління імператора Чен-ді. Він зайняв посаду начальника лучників, які стріляють на звук. Згодом отримав почесне звання Охоронця Жовтої Брами zh:黃門侍郎. У 16 році до н. е. отримує титул хоу. У 8 році до н. е. після смерті свого дядька Ван Геня призначається дасима (першим міністром). Втім у 7 році до н. е., після смерті Чен-ді, вимушений був залишити цю посаду.
За правління імператора Лю Сіня Ван Ман разом із родиною був позбавлений влади та впливу. У 5 році до н. е. був засланий до свого маєтку у Сіньду (у сучасній провінції Хенань). Тут намагався вести тихе життя, не привертаючи до себе уваги. У 2 році до н. е. на численні прохання імператор повернув Ван Мана до столиці Чанань, проте не запропонував тому якихось посад.
У 1 році до н. е., після смерті Ай-ді, рід Ван повернув собі владу. Ван Ман знову стає дасима, фактично править за малолітнього імператора Пін-ді. У 1 році н. е. отримує титул вана (князя). У 4 році домігся одруження імператора на своїй доньці Сяопін. Водночас Ван Ман провів реформу провінційних шкіл, розширив імператорську академію, за наказом дасими було прокладено новий стратегічний шлях скрізь гори на південь від Хуанхе, зводилося багато будівель та храмів.
Після смерті у 3 році Пін-ді владу на деякий час перебрала регентська рада на чолі із Ван Маном. У 5 році за наказом Ван Мана відбулися великі збори вчених та чиновників щодо розгляду різних питань: від камертонів, астрономії, астрології до ворожби та класичних текстів. Лише у 6 році було обрано новим імператором Жуцзи-ді, проте фактичну владу зберіг Ван Ман.
Поступово він прийшов до думки, що династія Хань втратила Мандат Неба, тому її представники не мають прав на владу. Для підкріплення своїх зазіхань на трон Ван Ман звернувся до ворожби та пророцтв. В цьому його підтримував впливовий чиновник та вчений Лю Сінь. Стверджувалося, що відбувається зміна стихій: з вогню на землю. Символ Хань — вогонь повинен поступитися символу «земля», що асоціювався з жовтим кольором. Тому Ван Ман стверджував про своє походження від міфічного Жовтого імператора (Хуан-ді). Зрештою 9 року Ван Ман повалив імператора Жуцзи-ді й оголосив про створення нової династії Сінь.

## Імператор

### Реформи
Після проведення усіх необхідних процедур Ван Мана було визнано новим імператором. Із самого початку новий володар Китаю намагався провести реформи для зміцнення центральної влади, послаблення аристократії, розширення підтримки серед селян. При цьому реформатор посилався на стародавній трактат «Чжоулі», який нібито «вчасно відшукали» в архівах. Більшість сучасних дослідників впевнені, що насправді його уклали за наказом самого Мана, а може він просто надиктував його..
За час правління Ван Мана було проведено 5 грошових реформ, було впроваджено більш легкі гроші при скасуванні старих. Імператор наказав знаті міняти золото на позолочені бронзові ножі. Завдяки цьому скарбниця була значно поповнена. У результаті фінансових дій Ван Мана фінансовий стан аристократії значно погіршився, а її вплив усередині країни суттєво зменшився. Водночас була надана державна підтримка торгівлі.
У 9 році було оголошено про проведення земельної реформи. Впроваджувалася «колодязна система». Уся земля поділялася на рівні частини, а родини з надлишком землі повинні були поділитися з іншими своїми родичами. Кожна родина отримувала 1 кв. лі (1 лі = 576 м). Ця земля ділилася на 9 рівних ділянок. Кожен працездатний чоловік отримував наділ. Оброблялося 8 ділянок, а центральна, 9 (колодязь) належала державі, і її спільно обробляли господарі інших ділянок. У скарбницю передавали врожай з 9 ділянки. Такі дії викликали невдоволення багатих землевласників та знаті, проте Ван Ману вдалося тимчасово придушити невдоволення.
У 10 році проведено низку економічних реформ: зміцнено монополію на виробництво й торгівлю алкоголем, сіллю, виробами із заліза, карбування монет, доходи з гірських та болотистих місцин. Запроваджувалася система «5 цзюнь та 6 гуань», завдяки чому стабілізовано ціни на зерно, тканини, шовк (закупалися у період зниження цін, зберігалися у спеціальних сховищах у 5 головних містах імперії). Запроваджено 10-відсотковий податок на мисливців, рибалок, шовководів, ремісників, торговців.
У 10 році для підвищення власного престижу імператор вирішив посилити владу Китаю на гуннів. Втім, його втручання у внутрішні справи гуннської держави виявилися невдалими. Зрештою, боротьба із гуннами тривала з перемінним успіхом до кінця правління Ван Мана.
У 11 році сталася природна катастрофа — річка Хуанхе змінила русло на кількасот кілометрів, затопивши південну частину великої Рівнини. Це лихо призвело до тривалого голоду. Невдоволенні політикою імператора оголосили потоп карою за реформи. Тому у 12 році той вимушений привселюдно покаятися й скасувати земельну реформу 9 року. Водночас Ван Ман вирішив полегшити життя кабальних рабів, яких на той налічувалося декілька мільйонів. Було категорично заборонено продаж простолюдинів в рабство. Проте цей наказ виявився неефективним. Багатії зуміли його обійти.
У 14 році Ван Ман відновив реформи. Було реорганізовано апарат чиновників, запроваджено реформи у сфері чинів і рангів службовців, почалося дроблення округів, пониження статусу повітів, їх перейменування, змінювалася система управління ними. Незважаючи на те, що у 15 та 16 роках стихійні лиха (дощі, розливи річок) не припинялися, Ван Ман наполегливо продовжував перетворення — був виданий указ про розміри платні для чиновників, згідно з яким у неврожайні роки платня чиновників зменшувалося пропорційно падінню неврожаю.
Водночас Ван Ман цікавився наукою, сприяв її розвитку. У 16 році наказав імператорському лікарю провести розтин страченого злочинця, щоб дослідити його внутрішні органи та артерії для поліпшення лікування хвороб у майбутньому.
У 17 році був оголошений розмір платні власникам титулів знатності Ван та Хоу, що дозволяло ще деякий час утримувати знать від виступів, які в умовах безперервного голоду і загальної дестабілізації ставали неминучими.
У 18 році різні повсталі групи, банди і голодувальники об'єдналися в армію, що виступила проти урядових військ. Втім, на деякий час Ван Ман вдалося стримувати її.
У 21 році Ван Ман виявив проти себе змову власного сина — принца Ліня. Зрештою, він вимушений був накласти на себе руки.

### Повалення
Голод 21 і 22 років спровокував приєднатися до численних повстанців селянство. Їх підтримала місцева знать, яку незабаром очолив рід Лю — представники поваленої династії Хань, що мали кровний зв'язок з її засновником, Лю Баном. У 22 році армія узурпатора двічі зазнала поразки від прихильників старої династії та армії повстанців-«червонобрових» на чолі з Фань Чуном.
У 23 році члени роду Лю починають вирішальний етап боротьби за відновлення влади своєї династії. Готуючись до штурму м. Ваньчен (сучасне м. Наньян) — бази Ван Мана на півдні, вони оголосили новим імператором Лю Сюаня. Того ж року армія Ван Мана зазнала поразки при Куньяні 昆陽 (сучасне місто Піндіншань, провінція Хенань). Відтак армія повстанців рушила на столицю Чан'ань. Ван Ман бився до кінця. Витримавши триденну облогу столиці у своєму палаці Цзяньфа, він відстрілювався із солдатами з вежі, потім перебрався до палацу Зяньтай. Коли скінчилися стріли, вийшов назустріч противнику й був зарубаний. Його голову виставлено на базарній площі у м. Вань.